# Arctic Race of Norway 2016
L'Arctic Race of Norway 2016, 4a edició de l'Arctic Race of Norway, es disputà entre el 11 i el 14 d'agost de 2016 sobre un recorregut de 727,5 km repartits quatre etapes. L'inici de la cursa va tenir lloc a Fauske, mentre el final fou a Bodø. La cursa formava part del calendari de l'UCI Europa Tour 2016, amb una categoria 2.HC.
El vencedor final fou l'italià Gianni Moscon (Team Sky), que també s'emportà la classificació dels joves i la victòria a la tercera etapa. Segon quedà el neerlandès Stef Clement (IAM Cycling) i el també italià Oscar Gatto (Team Katusha) els acompanyà al podi. L'alemany John Degenkolb (Team Giant-Alpecin) guanyà la classificació dels punts, Tom Van Asbroeck (Lotto NL-Jumbo) la muntanya i el Team Sky la classificació per equips.

## Equips
L'organització convidà a prendre part en la cursa a onze equips World Tour, set equips continentals professionals i quatre equips continentals:
- equips World Tour: Astana Qazaqstan Team, BMC Racing Team, Dimension Data, FDJ, Team Giant-Alpecin, IAM Cycling, Team Katusha, Team LottoNL-Jumbo, Team Sky, Team Tinkoff, Trek-Segafredo
- equips continentals professionals: Bora-Argon 18, Direct Énergie, Fortuneo-Vital Concept, ONE Pro Cycling, Stölting Service Group, Topsport Vlaanderen-Baloise, Wanty-Groupe Gobert
- equips continentals: Coop-Øster Hus, Joker Byggtorget, Ringeriks-Kraft, Sparebanken Sør

## Etapes
| Etapa    | Data      | Ciutats d'etapa                 | type              | Distància (km) | Vencedor de l'etapa | Líder de la general |
| -------- | --------- | ------------------------------- | ----------------- | -------------- | ------------------- | ------------------- |
| 1a etapa | 11 de ago | Fauske – Rognan                 | etapa plana       | 180,5          | Alexander Kristoff  | Alexander Kristoff  |
| 2a etapa | 12 de ago | Mo i Rana – Sandnessjøen        | etapa plana       | 198,5          | Danny van Poppel    | Danny van Poppel    |
| 3a etapa | 13 de ago | Nesna – Korgfjellet             | etapa accidentada | 160            | Gianni Moscon       | Gianni Moscon       |
| 4a etapa | 14 de ago | The Arctic Circle Centre – Bodø | etapa plana       | 193            | John Degenkolb      | Gianni Moscon       |

## Classificació final
|    | Ciclista             | Equip               | Temps       |
| -- | -------------------- | ------------------- | ----------- |
| 1  | Gianni Moscon        | Sky                 | 17h 13' 57" |
| 2  | Stef Clement         | IAM                 | a 15"       |
| 3  | Oscar Gatto          | Team Tinkoff        | a 30"       |
| 4  | Martin Elmiger       | IAM                 | a 34"       |
| 5  | Odd Christian Eiking | FDJ                 | s.t.        |
| 6  | Sebastián Henao      | Sky                 | a 38"       |
| 7  | Preben Van Hecke     | Topsport Vlaanderen | a 41"       |
| 8  | Philippe Gilbert     | BMC                 | m.t.        |
| 9  | Reto Hollenstein     | IAM                 | m.t.        |
| 10 | Amaël Moinard        | BMC                 | m.t.        |

## Evolució de les classificacions
| Etapa                  | Vencedor               | Classificació general | Classificació per punts | Classificació de la muntanya | Classificació dels joves | Classificació per equips | Combativitat |
| ---------------------- | ---------------------- | --------------------- | ----------------------- | ---------------------------- | ------------------------ | ------------------------ | ------------ |
| 1                      | Alexander Kristoff     | Alexander Kristoff    | Alexander Kristoff      | Tom Van Asbroeck             | Danny van Poppel         | Team Sky                 |              |
| 2                      | Danny van Poppel       | Danny van Poppel      | Danny van Poppel        | Kevin Van Melsen             | Danny van Poppel         | Team Sky                 |              |
| 3                      | Gianni Moscon          | Gianni Moscon         | Danny van Poppel        | Tom Van Asbroeck             | Gianni Moscon            | Team Sky                 |              |
| 4                      | John Degenkolb         | Gianni Moscon         | John Degenkolb          | Tom Van Asbroeck             | Gianni Moscon            | Team Sky                 |              |
| Classificacions finals | Classificacions finals | Gianni Moscon         | John Degenkolb          | Tom Van Asbroeck             | Gianni Moscon            | Team Sky                 | No concedit  |